# 格吕
格吕（法語：Grues，法語發音：[ɡʁy]）是法国卢瓦尔河地区大区旺代省的一个市镇，属于丰特奈勒孔特区。

## 地理
格吕（46°23'56"N, 1°18'16"W）面积47.18 平方千米，位于法国卢瓦尔河地区大区旺代省，该省份为法国西部沿海省份，北起大西洋卢瓦尔省和曼恩-卢瓦尔省，西临大西洋，南至滨海夏朗德省，东部及东南部与德塞夫勒省接壤。
与格吕接壤的市镇（或旧市镇、城区）包括：昂格勒、滨海圣伯努瓦、圣但尼迪派雷、圣米歇尔昂莱尔姆、滨海拉特朗什、莱吉永-拉普雷斯基勒。

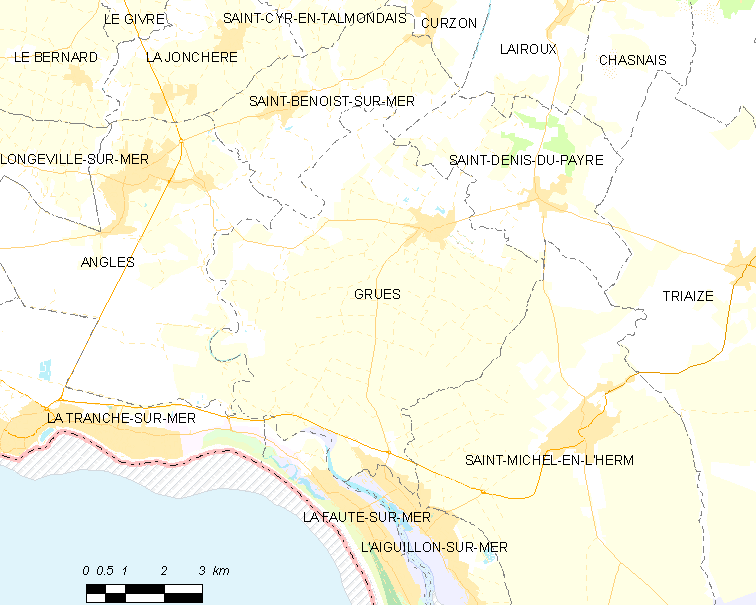
格吕的OSM定位图

格吕的时区为UTC+01:00、UTC+02:00（夏令时）。

## 行政
格吕的邮政编码为85580，INSEE市镇编码为85104。

## 政治
格吕所属的省级选区为吕松县。

## 人口

1962-2008年间格吕人口变化图示

格吕于2022年1月1日时的人口数量为910人。